# Styv kvickrot
Styv kvickrot (Elymus pycnanthus) är en gräsart som först beskrevs av Dominique Alexandre Godron, och fick sitt nu gällande namn av Aleksandre Melderis. I den svenska databasen Dyntaxa används istället namnet Elytrigia atherica. Enligt Catalogue of Life ingår Styv kvickrot i släktet elmar och familjen gräs, men enligt Dyntaxa är tillhörigheten istället släktet kvickrötter och familjen gräs. Arten förekommer tillfälligt i Sverige, men reproducerar sig inte. Inga underarter finns listade i Catalogue of Life.